# Osbornův seznam
Osbornův seznam je technika kreativního řešení problému vytvořená Alexandrem Osbornem. Tato technika rozšiřuje techniku brainstormingu tak, že rozvíjí již vygenerovaný nápad.

## Definice
Osbornův seznam napomáhá přemýšlení nad tím, jak stávající nápad (produkt, výrobek, myšlenku) změnit na lepší, propracovanější, zajímavější.  Často se můžete setkat se seznamem SCAMPER, který je odnoží původního Osbornova seznamu.

## Otázky
Otázky obsažené v Osbornově seznamu motivují ke kreativnímu myšlení a obracejí další úvahy k novému, jinému a občas nereálnému řešení.

### Jednotlivé otázky
1. Použít jinak?
2. Přirovnat k něčemu? Existuje tomu něco podobného? Čemu je to dobré? Je s tím něco srovnatelné?
3. Předělat? Nová barva, nový zvuk, nová vůně, nový smysl, nový pohyb, nový tvar…?
4. Zmenšit? Může být něco odstraněno? Může to být menší, tišší, světlejší, může se něco vynechat? Může se něco odlomit?
5. Zvětšit? Může se něco přidat? Může se něco zesílit? Zrychlit? Zjasnit?
6. Nahradit? Vyměnit barvu za jinou? Jiný materiál? Jiné místo? Jiný čas?
7. Přeskládat? Pracovat úplně naopak? Pozpátku? Obrátit postup? Změnit plus na minus?
8. Kombinovat? Spojit dva nápady do jednoho? Sloučit myšlenky navzájem?[1]

### Postup
Po skončení brainstormingové seance se použije řada výše uvedených jednoduchých otázek, které jsou navrženy tak, aby podporovaly kreativní a divergentní myšlení. Otázky by měly být kladeny najednou a lze je použít jednotlivě či ve skupinách. Facilitátor brainstormingu vždy uvede otázku slovy: „A co kdybychom...“. 

## SCAMPER
SCAMPER je ve své podstatě přehledněji schematizovaný Osbornův seznam upravený pro praktické použití. Často se využívá v reklamních a designerských týmech.
Název techniky je odvozený od počátečních písmen slov, která uvádějí, jak je možné s úkolem dále pracovat. Autorem této techniky je Michael Michalko.
- S=nahradit (Substitude)
- C=kombinovat (Combine)
- A=přirovnat k něčemu (Adapt)
- M=upravit (Modify)
- P=použít jinak (Put to other use)
- E=zmenšit (Eliminate)
- R=vyměnit (Reverse)

### SCAMMPERR
Michael Michalko doplnil později svou metodu o další dvě položky z původního Osbornova seznamu. (MR)
- M=zvětšit (Magnify)
- R= přeskupit (Rearrange)[1]

## Použití
Obornův seznam a SCAMPER technika přinášejí nová neotřelá řešení. Nejsou určeny v vytváření hotových řešení a podobně jako u brainstormingu nám pouze ukazují možnosti, jak při procesu řešení uvažovat. Většina podnětů sice bude bláznivá a nemožná, ale většina z nich se může stát impulsem k budoucímu konstruktivnímu uvažování.